# V koncert fortepianowy Beethovena
V Koncert fortepianowy Es-dur op. 73 Ludwiga van Beethovena – ostatni utwór na fortepian i orkiestrę napisany przez tego kompozytora. Zwykle określany jest mianem Cesarskiego. To jednocześnie jedno z najwybitniejszych dzieł środkowego okresu twórczości Beethovena, uznawane za wzorzec gatunku. 
Koncert skomponowany został w latach 1809-1811 w Wiedniu i zadedykowany przyjacielowi kompozytora, arcyksięciu Rudolfowi. Pierwsze wykonanie utworu miało miejsce 28 listopada 1811 roku w słynnej sali koncertowej Gewandhaus w Lipsku. Premiera wiedeńska odbyła się w roku następnym.

## Części utworu
- W przypadku problemów z odtwarzaniem zobacz instrukcję obsługi

Koncert składa się z trzech części:
- 1. Allegro
- 2. Adagio un poco mosso
- 3. Rondo. Allegro

Łączna długość utworu: około 39 minut (w tym pierwsza część ponad 20).